# 14624 Prymachenko
14624 Prymachenko eller 1998 UO24 är en asteroid i huvudbältet som upptäcktes den 18 oktober 1998 av LONEOS vid Anderson Mesa Station. Den är uppkallad efter konstnären Marija Prymatjenko.